# Herb Inflant

Herb Inflant

Herb Inflant – ustanowiony został przez króla Zygmunta Augusta 26 grudnia 1566 roku. Przedstawiał na tarczy w polu czerwonym gryfa srebrnego wspiętego, z mieczem w prawej łapie, przeplecionego przez pierś złotymi literami „SA” pod koroną.
Po utracie na mocy pokoju oliwskiego 1660 roku znacznej części Inflant na rzecz Szwecji herb ten pozostawiono Inflantom polskim. Pozostał w użyciu aż do I rozbioru Polski (1772). Sejm warszawski 1677 roku ustalił ostateczną ordynację Inflant nadając im tytuł Księstwa. Tarczę herbu zwieńczono mitrą książęcą.
Herb ten pozostał też w użyciu w Inflantach szwedzkich (Svenska Livland)) w latach 1660-1721, lecz bez liter „SA” na piersi gryfa.
Od 1800 (ze zmianami w 1857) roku gryf wspięty z mieczem w prawej łapie, z cyfrą cesarską Piotra II (ПВИВ – Piotr Drugi Imperator Wszechrosji) na piersi pozostał w herbie guberni inflanckiej obejmującej tzw. Inflanty szwedzkie zdobyte przez Rosję w 1721 roku.
Od 1921 roku gryf inflancki jest jednym z godeł herbu niepodległej Łotwy.